# گریگور بوغباتیان
گریگور بوغباتیان (Գրիգոր Պողպատյան؛ زادهٔ ۹ سپتامبر ۱۹۴۵ درگذشته ۳۱ ژانویهٔ ۲۰۲۱) یک سیاستمدار اهل ارمنستان بود که از تاریخ ۱۹۹۱ تا تاریخ ۱۹۹۸ در دولت‌های گاگیک هاروتیونیان، خسرو هاروتیونیان، هراند باگراتیان و روبرت کوچاریان سمت وزیر ارتباطات ارمنستان را برعهده داشت.

## زندگی‌نامه
در ۹ سپتامبر ۱۹۴۵ در ایروان به دنیا آمد  وی در ۳۱ ژانویهٔ ۲۰۲۱ در سن ۷۵ سالگی درگذشت.